# Valère Hénault
Valère Hénault, né le 15 janvier 1872  à Liège et décédé le 17 mai 1935 à Liège fut un homme politique socialiste belge.
Hénault fut élu sénateur de l'arrondissement de Liège (1921-mort); il fut échevin de Liège.
Le bourgmestre ff. Henault fut une des cibles favorites du jeune Georges Simenon.

## Sources
- Les cimetières